# Paradelphomyia (Oxyrhiza) paucimacula
Paradelphomyia (Oxyrhiza) paucimacula is een tweevleugelige uit de familie steltmuggen (Limoniidae). De soort komt voor in het Afrotropisch gebied.